# Wayne Knight
Wayne Elliot Knight (New York, 1955. augusztus 7. –) amerikai színész. Leghíresebb szerepe a Seinfeld című sorozatban volt, ahol Newmant, a postást alakította. 2001-ben játszott az Üldözési mánia című vígjátékban.

## Élete
1955. augusztus 7-én született New Yorkban, katolikus családban. Apja a Georgia állambeli Cartersville-be költözött a családdal. A textiliparban dolgozott. Knight a környékbeli iskolákba járt, és a középiskolai futballcsapatban játszott. A Georgia Egyetemre is járt, de csak 2008-ban fejezte be a tanulmányait.
A Broadway-n töltött ideje után Knight öt évig magánnyomozóként is dolgozott.

## Magánélete
Knight 1996. május 26-án vette feleségül Paula Sutor sminkművészt, Michael Richards színész otthonában tartott ceremónia során. A pár 2003 decemberére elvált. Második feleségét, Clare de Chenu-t 2006. október 15-én vette feleségül; közös gyermekük Liam.